# Schalker Gymnasium Gelsenkirchen
Das Schalker Gymnasium Gelsenkirchen, gegründet am 20. April 1876, ist das älteste Gelsenkirchener Gymnasium. Es liegt im Süden des Stadtteils Schalke.

## Geschichte
Im Jahre 1876 wurde die Höhere Bürgerschule als Vorläufer des heutigen Gymnasiums eingerichtet. 1882 folgte die Umwandlung in ein Realprogymnasium, 1884 in ein Realgymnasium. 1898 kam es zur Umwandlung in ein Humanistisches Gymnasium, das 1904 zum Gymnasium Gelsenkirchen umbenannt wurde.
1933 wurde die Schule in Adolf-Hitler-Gymnasium umbenannt. Während des Nationalsozialismus wurden unter anderem Fächer wie Rassenkunde und weitere Aspekte der nationalsozialistischen Ideologien unterrichtet.
Ab 1946 gab es die Schalker Penne, bevor dann 1955 die Umbenennung in Schalker Gymnasium folgte. Diesen Namen trägt die Schule bis heute.

## Aktuelle Situation
Im Jahr 2003 wurden alle naturwissenschaftlichen Räume, inklusive der Informatikräume, renoviert und mit neuem Inventar, darunter je ein Deckenbeamer und ein Lehrercomputer, ausgestattet.
In dem Schuljahr 2004/2005 wurden zwei verschiedene Profilklassen, beginnend in der Stufe 5, eingerichtet. Das erste Profil war eine naturwissenschaftlich-technisch orientierte Klasse (MINT/D), die zusätzlichen Unterricht in den Fächern: Mathematik, Informatik, Naturwissenschaften, Technik und Deutsch erhielt, die zweite Profilklasse hatte einen sportlichen Schwerpunkt.
Im August 2006 konnte aufgrund des Auszugs des Gelsenkirchener Abendgymnasiums in die Franz-Bielefeld-Straße, die vormalige Dependance des Schalker Gymnasiums, ein zusätzlicher Informatikraum mit 32 neuen Computern, sowie ein Fachraum für Mathematik mit weiteren 16 Laptops eingerichtet werden. Insgesamt verfügt die Schule somit über etwa 60 Computer und knapp 50 Laptops, welche für die Schüler verfügbar sind.
Seit Sommer 2010 bietet die Schule für alle Schüler das „MINT/D“-Profil an.
Im Schuljahr 2010/2011 unterrichteten 42 Lehrer rund 600 Schüler. Außerdem waren in dem Schuljahr am Schalker Gymnasium sechs Referendare tätig.
Seit Sommer 2011 unterrichten 38 Lehrer plus vier Referendarinnen an dieser Schule.
Seit dem Schuljahr 2011/12 nimmt das Schalker Gymnasium an dem Schulversuch „Abitur an Gymnasien nach 13 Jahren“ teil und gehört damit zu den G9-Gymnasien.
Aufgrund von Einsparungen im Budget der nordrhein-westfälischen Landesregierung musste auch auf dieser Schule die durchschnittliche Klassengröße auf teilweise über 30 Schüler erhöht werden.

## Schulpolitik
Im Jahre 2004 wurde wie in ganz Gelsenkirchen der so genannte Abischerz abgeschafft, was Unverständnis in der Schülerschaft hervorrief, da es vorab keinerlei konstruktive Kommunikation mit den Entscheidungsträgern gab. Auch an dieser Entscheidung ist die Landesregierung von NRW nicht ganz unbeteiligt gewesen, da sie die Vorgabe machte, dass es keinen Unterrichtsausfall mehr geben dürfe.

## Schriften
- Bericht : über das Schuljahr ... Gelsenkirchen: 1905–1911, 1915 Digitalisat
- Max Arendt, Theodor Waßer: Der Neubau des Städtischen Gymnasiums in Gelsenkirchen : errichtet 1908 - 1910. Gelsenkirchen, 1911 Digitalisat
- Arthur Corsenn: Bericht über die Grundsteinlegung und die Einweihung des neuen Schulgebäudes. 1911 Digitalisat